# Ijiwaru Shinaide Dakishimete yo / Hajimete wo Keikenchū
Singles de Juice=Juice
Romance no Tochū (...)
(11 septembre 2013) Hadaka no Hadaka no Hadaka no KISS / Are Kore Shitai!
(19 mars 2014)
Ijiwaru Shinaide Dakishimete yo / Hajimete wo Keikenchū (イジワルしないで 抱きしめてよ / 初めてを経験中, trad. : « Ne te moque pas, serre-moi seulement / Vivre d'abord ») est le deuxième single dit "major" du groupe féminin japonais Juice=Juice.

## Détails
Le single est écrit, composé et produit par Tsunku, et sort le 4 décembre 2013 au Japon sur le label hachama, trois mois après le 1er single "major" du groupe, Romance no Tochū / Watashi ga Iu Mae ni Dakishimenakya ne (Memorial Edit) / Samidare Bijo ga Samidareru (Memorial Edit). Il atteint la 4e place du classement hebdomadaire des ventes de l'Oricon et se vend au total à 43 778 exemplaires.
Il sort en plusieurs éditions avec des couvertures différentes : deux éditions régulières notées A et B comprenant seulement le CD,, et quatre éditions limitées notées A, B, C et D comprenant chacune une carte de numéro de série (pour, après tirage au sort, avoir la chance de gagner un billet pour assister à l'un des événements organisés pour le lancement du disque, tout comme pour le single précédent) ainsi que pour les trois premières un DVD différent en supplément,,,.
C'est un single "double face A" contenant deux chansons principales, Ijiwaru Shinaide Dakishimete yo et Hajimete wo Keikenchū, ainsi que leurs versions instrumentales. Sortent en plus deux éditions spéciales du single, nommées Event V "Ijiwaru Shinaide Dakishimete yo" et Event V "Hajimete wo Keikenchū", en distribution limitée et non classées à l'Oricon, comportant chacune cinq versions d'une des deux chansons interprétées en solo par chacun des membres du groupe.

## Formation
Membres créditées sur le single : 
- Yuka Miyazaki
- Tomoko Kanazawa
- Sayuki Takagi
- Karin Miyamoto
- Akari Uemura

## Liste des titres
Toutes les chansons sont écrites et composées par Tsunku ; la chanson Ijiwaru Shinaide Dakishimete yo est arrangée par Kaoru Okubo, tandis que la chanson Hajimete wo Keikenchū est arrangée par AKIRA et Shunsuke Suzuki.
| 1. | Ijiwaru Shinaide Dakishimete yo (イジワルしないで 抱きしめてよ)                    |  |
| 2. | Hajimete wo Keikenchū (初めてを経験中)                                             |  |
| 3. | Ijiwaru Shinaide Dakishimete yo (Instrumental) (イジワルしないで 抱きしめてよ ...) |  |
| 4. | Hajimete wo Keikenchū (Instrumental) (初めてを経験中 ...)                          |  |

| 1. | Ijiwaru Shinaide Dakishimete yo (Music Video)     |  |
| 2. | Ijiwaru Shinaide Dakishimete yo (Dance Shot Ver.) |  |

| 1. | Hajimete wo Keikenchū (Music Video)     |  |
| 2. | Hajimete wo Keikenchū (Group Shot Ver.) |  |

| 1. | Ijiwaru Shinaide Dakishimete yo (Close-up Ver.) |  |
| 2. | Hajimete wo Keikenchū (Close-up Ver.)           |  |
| 3. | Making of                                       |  |

| 1. | Ijiwaru Shinaide Dakishimete yo (Miyazaki Yuka Solo Ver.)   |  |
| 2. | Ijiwaru Shinaide Dakishimete yo (Kanazawa Tomoko Solo Ver.) |  |
| 3. | Ijiwaru Shinaide Dakishimete yo (Takagi Sayuki Solo Ver.)   |  |
| 4. | Ijiwaru Shinaide Dakishimete yo (Miyamoto Karin Solo Ver.)  |  |
| 5. | Ijiwaru Shinaide Dakishimete yo (Uemura Akari Solo Ver.)    |  |

| 1. | Hajimete wo Keikenchū (Miyazaki Yuka Solo Ver.)       |  |
| 2. | Hajimete wo Keikenchū (Kanazawa Tomoko Solo Ver.) (K) |  |
| 3. | Hajimete wo Keikenchū (Takagi Sayuki Solo Ver.)       |  |
| 4. | Hajimete wo Keikenchū (Miyamoto Karin Solo Ver.)      |  |
| 5. | Hajimete wo Keikenchū (Uemura Akari Solo Ver.)        |  |